# Leslie Manigat
Leslie François Manigat (Puerto Príncipe, 13 de agosto de 1930-Puerto Príncipe, 27 de junio de 2014) fue un político demócrata-cristiano e historiador haitiano. 
Fue elegido presidente Constitucional de Haití en las cuestionadas elecciones de junio de 1988, pero fue derribado a los pocos meses por un golpe de Estado militar perpetrado por Henri Namphy, el dictador militar neoduvalierista, antecesor del cargo y propio patrocinante de Manigat, quien no toleró que lo destituyera como comandante en jefe de las Fuerzas Armadas. Manigat, obligado al exilio, una década después retorno a su país. 
Se presentó por una organización democristiana a las elecciones presidenciales de 2006 perdiendo ante René Préval.
Se casó en 1970 con Mirlande Manigat y tuvo tres hijos.